# Loup d'Angers
Saint Loup est un évêque d'Angers de la fin du VIIe siècle ; il est fêté le 17 octobre.

## Biographie
Les archéologues lui attribuent la reconstruction de l'église Saint-Martin d'Angers.